# Xafarranxo al circ
Xafarranxo al circ (títol original en francès Parade) és una pel·lícula de comèdia francesa i va ser la darrera pel·lícula dirigida per Jacques Tati. Parade es va fer per a la televisió sueca l'any 1974 i presentava a Tati com a clown en un circ. Ha estat subtitulada en català.

## Argument
Les finances de Tati es van veure molt afectades pel fracàs de Playtime per recuperar els seus enormes costos de producció, després de la qual cosa va vendre la seva residència familiar. Parade es va publicar tres anys després de Trànsit, que havia estat finançada per capital holandès; Parade va ser finançada per un canal de televisió suec i, a causa de les greus limitacions pressupostàries, té un abast cinematogràfic molt més petit que els de Playtime i Trànsit. Gunnar Fischer, que havia estat director de fotografia en moltes de les pel·lícules d'Ingmar Bergman, es va ocupar de la fotografia de Parade. El rodatge va tenir lloc al Cirkus d'Estocolm l'any 1973 i va utilitzar una barreja de vídeo, 16mm i 35mm.
La pel·lícula comença amb una multitud de persones vestits de colors que s'enfilen a un teatre que s'està preparant per a una actuació temàtica de pallasso. Tati, en el paper de Monsieur Loyal, informa al públic que està convidat a formar part de l'espectacle, que ell anomena "la desfilada". Funciona essencialment com a conductor per a un espectacle de varietats que inclou gags a la vista, mímica, malabars, esquemes, balls, actes amb animals, acudits musicals i trucs de màgia. De vegades, els assistents participen a les festes.
La pel·lícula es va projectar al 27è Festival Internacional de Cinema de Canes, però no es va presentar a la competició principal.
Va ser llançat en Blu-ray el 2014 com a part de la caixa completa de Jacques Tati de The Criterion Collection.

## Recepció
Roger Ebert va donar a la pel·lícula 2 de 4 estrelles, i va escriure que "té llampecs d'enginy i estil, però és lenta, descarada i serpentejant, i no Tati en el seu millor moment."
Time Out la va anomenar "Una part excèntrica d'entreteniment lleuger dominada per Tati."